# Jorge Batlle
Jorge Luis Batlle Ibáñez, född 25 oktober 1927 i Montevideo, Uruguay, död 24 oktober 2016 i samma stad, var en uruguayansk politiker, advokat och journalist. Han var Uruguays president 2000–2005.